# Селезнёв, Пётр Иануарьевич
Пётр Иануарьевич Селезнёв (28 января 1897, Самарская губерния — 7 марта 1949, Москва) — советский государственный и политический деятель, 1-й секретарь Краснодарского краевого комитета ВКП(б).

## Биография
Родился в селе Тимашёво Самарской губернии в 1897 году. Член РСДРП(б) с 1915 года.
С 1914 года — на общественной и политической работе. Участник Первой мировой войны и Гражданской войны, красный партизан. В 1914—1949 гг. — конторщик, счетовод, помощник бухгалтера, комиссар Банка военного купечества, инструктор Политического отдела 15-й армии, в 1-м Московском государственном университете, на заводе «Профинтерн», в ЦК РКП(б) — ВКП(б), заведующий, заместитель заведующего Организационным отделом Оренбургского губернского комитета ВКП(б), в Московском комитете ВКП(б), инструктор Отдела руководящих партийных органов ЦК ВКП(б), заведующий Сектором, заместитель заведующего Отдела руководящих партийных органов ЦК ВКП(б),
1-й секретарь Краснодарского краевого комитета ВКП(б).
Член Военного Совета Главного командования Северо-Кавказского направления, Северо-Кавказского фронта, в 1942—1943 начальник Южного — Краснодарского Штаба партизанского движения.
Избирался депутатом Верховного Совета СССР 1-го и 2-го созыва, Верховного Совета РСФСР 2-го созыва.
Умер в Москве в 1949 году. Похоронен в Краснодаре на Всесвятском кладбище.